# Kerte Sogn
Kerte Sogn ist eine Kirchspielsgemeinde (dän.: Sogn)
auf der Insel Fyn (dt.: Fünen)
im südlichen Dänemark. Bis 1970 gehörte sie zur Harde Båg Herred im damaligen Odense Amt, danach zur Aarup Kommune im
Fyns Amt, die im Zuge der Kommunalreform zum 1. Januar 2007 in der
Assens Kommune in der Region Syddanmark aufgegangen ist.
Im Kirchspiel leben 675 Einwohner (Stand: 1. Januar 2023). Im Kirchspiel liegt die Kirche „Kerte Kirke“.
Nachbargemeinden sind im Nordosten Rørup Sogn, im Osten Årup Sogn und Skydebjerg Sogn, im Südosten Ørsted Sogn, im Süden Barløse Sogn und im Südwesten Sandager Sogn, ferner in der nordwestlich angrenzenden Middelfart Kommune im Westen Tanderup Sogn und im Norden Gelsted Sogn.